# 王娜 (花样游泳运动员)
王娜（1984年1月27日—），四川阆中人，中國退役女子花樣游泳運動員，原中國花样游泳队副队长。現任中國花样游泳國家隊教練。

## 簡歷
王娜於1992年開始在四川省運動技術學院訓練，同時入選四川省花样游泳队，教练為郑嘉。
2006年，王娜與隊友蔣文文、蔣婷婷、張曉歡、劉鷗、顧貝貝、吳怡文、孫萩亭及朱政，在領隊李維波率領下參與多哈亞運會，在團體賽小項擊敗日本，為中國奪得首面花樣游泳的國際性冠軍。
2008年，北京奧運，她與隊友力壓日本組合，奪得銅牌，是中國於奧運中首面的花樣游泳獎牌。
2009年，與隊友遠赴意大利羅馬參加2009年世界游泳錦標賽花樣游泳比賽，在集體規定動作、集體自選動作及自由組合，奪得一銀兩銅成績。同年10月，王娜與四川隊的隊友在十一運會花樣游泳比賽贏得雙人金牌及團體銀牌。她也在十一運後宣布退役；同年12月便和舊隊友张晓欢一起出任國家隊教練，负责奥运會和世锦赛等重点集体项目。

## 主要比賽成績
- 1999年：世界青年锦标赛 集体 銅牌
- 2001年：世界青年锦标赛 双人 銀牌
- 2000年：全国花样游泳冠军赛A组 双人 第三名
- 2003年：世界游泳錦標賽花样游泳 集体 自由自选组合 第五名
- 2004年：雅典奥运会 集体 第六名
- 2006年：多哈亚运会 集体 金牌
- 2007年：世界游泳錦標賽花样游泳 集体 第四名
- 2008年：北京奥运会集体 铜牌
- 2009年：世界游泳錦標賽花样游泳 集体技术自选第三名、集体自由自选第三名、集体自由自选组合亚军

## 個人生活
- 王娜的丈夫是國家隊羽毛球运动员蔡赟。二人於2010年4月登記結婚[5]。